# Hans Christian Knudsen
Hans Christian Knudsen (4. marts 1763 i København − 4. marts 1816 samme sted) var en dansk skuespiller.

## Opvækst og debut
Udgået fra et fattigt hjem havde Knudsen ikke, som datidens skuespillere plejede, studentereksamen bag sig da han meldte sig til debut; han havde været i murerlære og senere været pagetjener ved arveprinsens hof, hvorfor også de kongelige aktører følte sig fornærmede på standens vegne ved denne Kalkslager og Tallerkenslikker som de kaldte Knudsen.
Ved sin debut 14. december 1786 som Oldfux i Ludvig Holbergs Den Stundesløse godtgjorde han imidlertid på det utvetydigste sin hjemstedsret på den danske skueplads, om han end, som Knud Lyne Rahbek opdagede, havde svært ved at skelne mellem »det latterlige og det overdrevne«, mellem »komisk Natur og Karikatur«, en fejl der i ubetydelige roller og slette stykker fulgte ham, vistnok i stigende grad, efter som hans folkeyndest tiltog, lige til hans død.
Betegnende for hvad han turde tillade sig på scenen, er det at han som Snydenstrup i Peter Andreas Heibergs De Vonner og Vanner fremtrådte som den livagtigste kopi af en bekendt københavnsk ågerkarl. Knudsen var til trods for sine mangler en meget betydelig komisk karakterskuespiller; han ejede den sjældne evne at kunne blande det latterlige med det rørende uden på den ene side at ty til karikaturen eller på den anden til sentimentaliteten. Denne evne kom ham særlig til gode i en række ædle jødefigurer, som Pinkus i De aftakkede Officerer, Moses i Kinafarerne og Schewa i Jøden; i den sidste fremstillede han med mesterhånd brydningen mellem sparsommelighedssans og godgørenhedstrang. En lignende strid mellem natur og tilbøjelighed, mellem godt og ondt, fremstillede han med indtrængende fantasi i flere andre roller som Faldsmaal i Gulddaasen og skomager Olsen i Dragedukken.

## Den smukke sangstemme
Knudsen var udrustet med en meget smuk sangstemme; for denne fandt han anvendelse i et stort syngespilrepertoire, som Johan i Ungdom og Galskab, Saft i Sovedrikken, Leporello i Don Juan og Michelli i De to Dage, uden at han over den vokale udførelse forsømte rollens dramatiske indhold. Tillige havde Knudsen et betydeligt Holberg-repertoire; han prøvede sine kræfter både som Henrik og Arv, men nåede højest i sin debutrolle, Oldfux i Den Stundesløse hvor han udfoldede sin burleske fantasi.
Ved Christiansborgs brand 1794 og ved den store ildebrand i København 1795 gav Knudsen beviser på sit personlige mod, og da den engelske flåde marts 1801 lå uden for byen, udførte han en uegennyttig patriotisk gerning, idet han tre aftener i træk foredrog nationale sange fra scenen; derved opildnede Fædrenelandets frivillige Sanger befolkningens mod.

## Englandskrigene
Efter sæsonens slutning gav han aftenunderholdninger rundt om i landet til fordel for de sårede og de faldnes efterladte, og da ulykken 1807 atter brød ind over Danmark, genoptog han sin patriotiske virksomhed der denne gang også udstraktes til Norge. Knudsen indsamlede ikke mindre end 257533 rigsdaler, foruden 30000 rdlr, der
indkom ved salg af et kobberstik, Fædrenelandsk Kirkegaard, som han udgav. Til belønning gav Frederik 6. ham Dannebrogskorset, der ikke før var båret af nogen skuespiller, ligesom også posten som færgemand ved Jægerspris måtte betragtes som en officiel anerkendelse.
Under de mange besværlige rejser satte Knudsen sit helbred til, og 16. december 1815 betrådte han sidste gang scenen i en benefice-epilog. Han døde på sin fødselsdag og blev båret fra Trinitatis Kirke til Assistens Kirkegård, fulgt af 118 vogne.

## Englandskrigene og en begyndende national fællessang
Kirsten Sass Baknævner H.C. Knudsen i forbindelse med at der i 1800-tallets begyndelse sker en ændring i fællessangen fra de hidtidige klubviser til en fællessang der er mere nationalt orienteret. Den sammenkobling der i løbet af 1800-tallet sker mellem fællessang og nationalisme skulle tage sin begyndelse med de krigssange der fremkom med Englandskrigene fra 1801; de blev blandt andet spredt til provinsen ved at Knudsen, der fik tilnavnet "fædrelandets frivillige sanger", rejste rundt og foredrog dem.